# Graham Bonnet

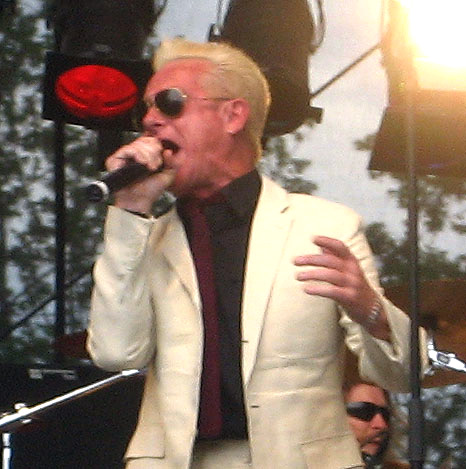
Graham Bonnet beim Sauna Open Air Festival im Jahr 2008

Graham Bonnet (* 23. Dezember 1947 in Skegness) ist ein britischer Hard-Rock-Sänger, der durch seine Arbeit mit Ritchie Blackmores Band Rainbow bekannt wurde.

## Leben und Karriere
Bonnet startete seine Musikerlaufbahn Ende der 1960er Jahre bei der Band The Marbles. Das erste Soloalbum des Sängers, das 1977 erschien, war der Grund dafür, dass er bei Ritchie Blackmores Band Rainbow einsteigen konnte.
Nach einem kurzen Intermezzo bei der Michael Schenker Group im Jahr 1982 formierte Bonnet im Jahr 1983 seine eigene Hardrock-Band Alcatrazz, in der der u. a. von Mike Varney geförderte schwedische Junggitarrist Yngwie Malmsteen Mitglied war. Mit letzterem entstand das erste Album der Band unter dem Titel No Parole from Rock’n’Roll, das besonders in den USA eine hohe Aufmerksamkeit erlangte. Zwei Jahre später wurde Malmsteen durch Steve Vai ersetzt, der ebenfalls zu großer Bekanntheit gelangte. Nachdem sich die Band 1987 aufgelöst hatte, übernahm Bonnet den Gesang auf dem Debütalbum Stand in Line der Band Impellitteri und war deren Frontmann auf der anschließenden Welttournee 1988. Seit 2020 ist Bonnet Sänger bei Humble Pie.
Graham Bonnet ist bekannt für sein Faible für Gitarrenvirtuosen; Ritchie Blackmore, Michael Schenker, Yngwie Malmsteen und Steve Vai waren bzw. wurden jeweils Gitarristen von Weltruf.
Als bekennender James-Dean-Fan fiel Bonnet in den 1980er Jahren äußerlich dadurch auf, dass er – entgegen allen Klischees der Hard-Rock-Szene – ständig einen Kurzhaarschnitt trug.
In den 1970er Jahren war er mit der Sängerin und Schauspielerin Adrienne Posta verheiratet. Heute ist er mit der Bassistin seiner Band verheiratet.

## Diskografie

### Solo

#### Alben
- 1977: Graham Bonnet
- 1978: No Bad Habits
- 1981: Line-Up
- 1991: Here Comes the Night
- 1997: Underground
- 1999: The Day I Went Mad
- 2016: The Book
- 2022: Day out in Nowhere

#### Singles
- 1972: Whisper in the Night
- 1973: Trying to Say Goodbye
- 1977: It’s All Over Now, Baby Blue
- 1977: Goodnight and Goodmorning
- 1978: Warm Ride
- 1978: Can’t Complain
- 1978: Only You Can Lift Me
- 1981: Night Games
- 1981: Liar
- 1981: Anthony Boy
- 1981: I’m a Lover
- 1981: That’s the Way That It Is

### Als Bandmitglied (Auswahl)
- Rainbow – Down to Earth (1979)
- Michael Schenker Group – Assault Attack (1982)
- Alcatrazz – No Parole from Rock’n’Roll (1983)
- Alcatrazz – Disturbing the Peace (1985)
- Alcatrazz – Dangerous Games (1986)
- Impellitteri – Stand in Line (1988)
- Blackthorne – Afterlife (1993)
- Impellitteri – System X (2002)
- Michael Schenker Group – Tales of Rock ’N’ Roll-Twenty-Five Years Celebration (Bonnet singt auf diesem Album lediglich das von ihm getextete Lied „Rock’N’Roll“) (2006)
- Taz Taylor Band – Welcome to America (2006)
- Lyraka – Lyraka (2010)
- Anthem – Heavy Metal Anthem (2002)
- The Marbles – The Marbles (Compilation) (Aufnahmen von 1968/1969) (2005)
- Wind in the Willows – Wind in the Willows – A Rock Concert "Live" (Mit: Pete York, Eddie Hardin u. a.) (1990)
- Alcatrazz – Live Sentence (Aufnahmen: Live in Japan, 1984) (1990)
- Rainbow – Denver 1979 (Live in Denver/USA) (2015)
- Rainbow – Down to Earth Tour 1979 (3-CD-BOX) (2015)
- Blackthorne – Don’t Kill the Thrill (2016)
- EZoo – Feeding the Beast (2017)
- Michael Schenker Fest – Live Tokyo International Forum Hall A (2017)
- Graham Bonnet Band – Meanwhile, Back in the Garage (2018)
- Michael Schenker Fest – Resurrection (2018)
- Michael Schenker Fest – Revelation (2019)